# 雁門道
雁門道是中华民国初期在山西省设立的一个道。

## 历史沿革
民國二年（1913年）3月置北路道。民國三年（1914年）5月改名。道尹為簡缺，二等，駐代縣（今代縣駐地金城镇）；民國四年6月遷駐大同縣（今大同市），道尹改為要缺，二等。轄大同、懷仁、山陰、陽高、天鎮、廣靈、靈丘、渾源、應縣、右玉、左雲、平魯、朔縣、馬邑、寧武、偏關、神池、五寨、忻縣、定襄、靜樂、代縣、五臺、崞縣、繁峙、保德、河曲等27縣。民國十六年（1927年）廢。